# Ascocoma
Ascocoma is een monotypisch geslacht van schimmels behorend tot de familie Phacidiaceae. Het bevat alleen de soort Ascocoma eucalypti.